# Лукас Мартинс
Лукас Уилиан Крузейро Мартинс (на португалски: Lucas Willian Cruzeiro Martins) е бразилски футболист, който играе на поста дясно крило. Състезател на Спортист (Своге).

## Кариера
На 1 юли 2018 г. Мартинс подписва с Арда. Дебютира на 21 септември при победата с 1:0 като домакин на Черноморец (Балчик), в мач от Втора лига. На 23 юни 2019 г. е освободен от тима и три дни по-късно подписва с Кариана, но напуска само след седмица, без да запише официален мач, тъй като има проблеми с работната виза.

### Царско село
На 3 януари 2022 г. Лукас се присъединява към Царско село. Дебютира на 4 март при загубата с 0:2 като домакин на ЦСКА 1948.

### Берое
На 2 юни 2022 г. Мартинс е обявен за ново попълнение на Берое. Прави дебюта си на 11 юли при победата с 2:1 като домакин на Ботев (Враца).